# 381
Évszázadok: 3. század – 4. század – 5. század
Évtizedek: 330-as évek – 340-es évek – 350-es évek – 360-as évek – 370-es évek – 380-as évek – 390-es évek – 400-as évek – 410-es évek – 420-as évek – 430-as évek
Évek: 376 – 377 – 378 – 379 –  380 – 381 – 382 – 383 – 384 – 385 – 386

## Események

### Római Birodalom
- Syagriust és Eucheriust választják consulnak.
- A gótok és hunok jelentette veszély miatt Gratianus császár Augusta Treverorumból (Trier) Mediolanumba (Milánó) helyezi át a székhelyét, ahol a város püspökének, Ambrosiusnak a befolyása alá kerül.
- Theodosius császár Konstantinápolyban fogadja a gót tervingek egyik vezetőjét, Atanarikot; békét köt vele és engedélyezi hogy népe egy tömbben letelepedjen a birodalom területén (egyes történetírók szerint elűzték őt a gótok és a rómaiaknál keresett menedéket). Atanarik nem sokkal később meghal és a császár nagy tiszteletadással temetteti el.
- A Gratianustól érkező erősítéssel Theodosiusnak sikerül kiszorítania a portyázó gótokat Thessalia és Macedonia területéről. A rómaiak visszaűznek a Dunán túlra egy szkírekből és hunokból álló fosztogató barbár sereget is.
- Theodosius összehívja az első konstantinápolyi zsinatot, a második ökumenikus keresztény gyűlést, hogy egységesítse a keresztény hitet (bár a zsinaton nyugati püspökök nem vettek részt). Megerősítik a niceai hitvallást, a Szentháromság teljes jogú tagjának ismerik el a Szentlelket, elítélik és eretnekségnek nyilvánítják az arianizmust, az apollinarizmust és a makedonizmust, valamint Konstantinápoly püspökét a római pápa után a második legmagasabb rangú egyházfiként határozzák meg (Antiochia és Alexandria pátriárkái fölé emelve őt). A heves viták miatt Nazianzi Grégoriosz konstantinápolyi pátriárka lemond és visszatér kappadókiai szülőföldjére.
- A nyugati egyház Aquileiában tart zsinatot és megfosztanak tisztségétől két ariánus püspököt. Gratianus császár elkobozza az eretneknek nyilvánított priszcilliánus irányzat templomait.

## Halálozások
- Atanarik, gót király
- II. Péter alexandriai pátriárka
- Melétiosz, antiochiai pátriárka

## Fordítás
- Ez a szócikk részben vagy egészben  a(z)   381 című angol Wikipédia-szócikk ezen változatának fordításán alapul.  Az eredeti cikk szerkesztőit annak laptörténete sorolja fel. Ez a jelzés csupán a megfogalmazás eredetét és a szerzői jogokat jelzi, nem szolgál a cikkben szereplő információk forrásmegjelöléseként.